# Octagon Contracting & Engineering
Octagon Contracting & Engineering este o companie de construcții civile și lucrări geotehnice din România.
Octagon a fost înființată în 2005 de grecii Alexandros Ignatiadis și Paschalis Paganias.

## Date suplimentare
OCTAGON a realizat până în prezent proiecte comerciale atât în domeniul privat, cât și proiecte de infrastructură în sectorul public. Printre proiectele în cadrul cărora OCTAGON a realizat lucrări speciale geothenice se numără Cathedral Plaza (Str. General Berthelot), Premium Plaza (Str. Dr. Felix) și Floreasca City Center- Sky Tower (Blvd. Floreasca).
Din 2009 OCTAGON și-a extins activitatea în Bulgaria, Turcia și Grecia și intenționează să își continue expansiunea în SE Europei, dar și în Orientul Mijlociu, în țări precum Irak și în Africa de Nord si de Vest, în țări precum Nigeria.
În intervalul 2005- 2010, OCTAGON a câștigat 63 de proiecte, a executat 73.000 mp pereți mulați, 63.000 m  piloți,  142.000 mc beton turnat în structură,  100.000 mc excavați, 17.000 tone armături montate.
În prezent, OCTAGON are 120 de angajați.
REZULTATE FINANCIARE
OCTAGON CONTRACTING & ENGINEERING S.A. a atins o cifră de afaceri de 14,3 milioane Euro la finalul lui 2010, în creștere cu 39%  comparativ cu 2009, când valoarea acesteia a fost de 10,3 milioane Euro.
Creșterea a fost susținută de proiectul industrial “Termocentrala cu cogenerare 867 MW- OMV Petrom Brazi” și proiectul de birouri “Hermes Business Campus”, pentru care OCTAGON a fost desemnat antreprenor de lucrări geotehnice în 2010.
În perioada 2005- 2010, OCTAGON a realizat o cifră de afaceri de 53 milioane Euro.  